# Markus Ragger
Markus Ragger (Klagenfurt, 5. veljače 1988.) je austrijski šahovski velemajstor. 
Prvak Austrije u šahu 2008., 2009. i 2010. godine. Prva ploča austrijske reprezentacije na šahovskim olimpijadama od 2008. do 2016. godine.
FIDE rejting mu je 2697, a u brzopoteznim kategorijama "rapid" 2645 i 2667 u kategoriji "blitz" siječnja 2017. godine. Siječnja 2017. najbolje je rangirani austrijski igrač.
Listopada 2016. postao je prvi austrijski velemajstor s Elo rankingom od 2700.